# Arvis Vilkaste
Arvis Vilkaste, född den 8 april 1989 i Balvi, Lettiska SSR, Sovjetunionen, är en lettisk bobåkare.
Han tog OS-silver i herrarnas fyrmanna i samband med de olympiska bobtävlingarna 2014 i Sotji.